# 佐野たかし
 佐野 たかし  （さの たかし、1971年8月26日 -）は、俳優、声優、ナレーター、タレント。山梨県出身。タイムリーオフィス所属。

## 来歴・人物
- 東京アナウンス学院演技科出身。主にテレビ、舞台、VPなどでナレーション、ナビゲーター、声優、俳優として活躍している。

## 趣味・特技
趣味：野球観戦 特技：歌マネ

## 出演

### テレビドラマ
- 逃亡者
- はぐれ刑事純情派
- 茂七の事件簿
- ブラックジャックによろしく

他に多数出演。

## CM
- ヘルシア緑茶
- クリンスイ

## ナレーション
- かながわ旬菜ナビ
- 「さまぁ〜ずのスターのヒミツいじっちゃうよSP」
- ゴルフチャンネルアカデミー

## アフレコ・アニメ
- サンダーストーン